# Peter Lewis (Politiker)
Hon. Ivan Peter Lewis (* 1. Januar 1942 in Gumeracha, South Australia; † 26. September 2017 in Sydney, New South Wales) war ein australischer Politiker der Liberal Party sowie seit 2000 Parteiloser, der von 1979 bis 2006 Mitglied sowie zwischen 2002 und 2005 Sprecher des South Australian House of Assembly war.

## Leben

### Unternehmensberater und Mitglied desSouth Australian House of Assembly

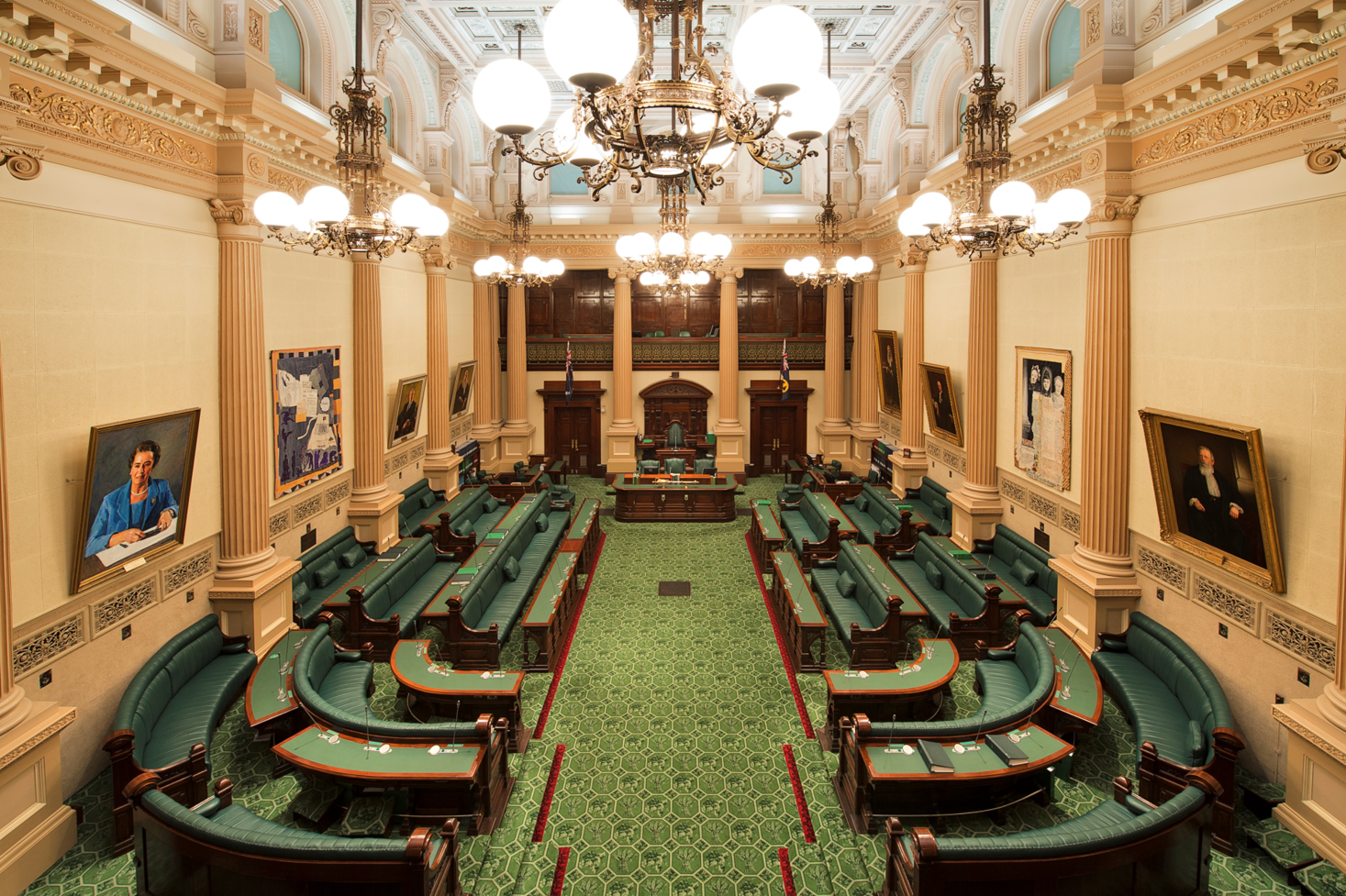
Lewis war von 1979 bis 2006 Mitglied sowie zwischen 2002 und 2005 Sprecher des South Australian House of Assembly, des Unterhauses des Parlaments.

Ivan Peter Lewis absolvierte nach dem Schulbesuch zunächst ein Studium am Roseworthy Agricultural College sowie danach ein postgraduales Studium der Fachrichtung Management an der University of Adelaide, welches er mit einem Master of Business Administration (MBA) beendete. Er war danach als selbständiger Marketing- und Managementberater tätig und engagierte sich zudem in zahlreichen Organisationen und Vereinen wie dem Rotary Club in Tailem Bend, der Freimaurerei und der Royal Caledonian Society of South Australia.
Bei der Wahl am 15. September 1979 wurde Lewis für die Liberal Party als Nachfolger seines Parteifreundes Bill Nankivell im Wahlkreis Mallee erstmals zum Mitglied des South Australian House of Assembly gewählt, des Unterhauses des Parlaments von South Australia, und vertrat diesen Wahlkreis bis zu dessen Auflösung am 6. Dezember 1985. Zu Beginn seiner Parlamentszugehörigkeit war er zwischen dem 29. November 1979 und dem 30. September 1982 Mitglied des Ausschusses für Landbesiedlung. Bei der Wahl am 7. Dezember 1985 wurde er für die Liberalen im neu geschaffenen Wahlkreis Murray-Mallee abermals zum Mitglied der Legislativversammlung gewählt und vertrat auch diesen Wahlkreis bis zu dessen Auflösung am 10. Dezember 1993. Daraufhin wurde er bei der Wahl am 11. Dezember 1993 im neuen Wahlkreis Ridley erneut zum Mitglied des House of Assembly gewählt und vertrat auch diesen Wahlkreis bis zur Auflösung am 10. Oktober 1997. Er war während dieser Zeit vom 26. März 1996 bis zum 2. Dezember 1997 Mitglied des Ausschusses für öffentliche Arbeiten.
Peter Lewis wurde bei der Wahl am 11. Oktober 1997 im ebenfalls neu geschaffenen Wahlkreis Hammond abermals zum Mitglied der Legislativversammlung gewählt. In der Folgezeit war er zwischen dem 2. Dezember 1997 und dem 15. Januar 2002 sowohl erneut Mitglied des Ausschusses für öffentliche Arbeiten und zugleich des Geschäftsordnungsausschusses sowie darüber hinaus vom 2. Dezember 1997 bis zum 7. Mai 2002 Mitglied des Ausschusses für gesetzliche Amtsträger. Innerhalb der Liberalen Partei hatte er den Ruf eines Außenseiters, der sich bei vielen Gelegenheiten den Parteigremien widersetzte. Im Juli 2000 verloren die Liberalen endgültig die Geduld mit Lewis und schlossen ihn am 14. August 2000 aus, obwohl dadurch die liberale Regierung von Premier John Olsen ihre Mehrheit verlor. Daraufhin gehörte er als Parteiloser (Independent) der Legislativversammlung an und wurde bei der Wahl am 9. Februar 2002 als Kandidat der von ihm hierfür gegründeten Community Leadership Independence Coalition (CLIC) im Wahlkreis Hammond noch einmal zum Mitglied des House of Assembly gewählt. Er vertrat diesen Wahlkreis bis zu seiner Niederlage bei der Wahl am 18. März 2006 gegen seinen Herausforderer von der Liberal Party, Adrian Pederick.

### Sprecher desSouth Australian House of Assembly

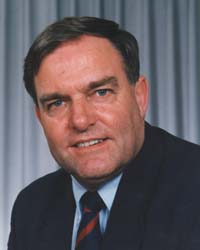
Bob Such wurde 2005 als Nachfolger von Peter Lewis Sprecher des South Australian House of Assembly.

Bei den Wahlen am 9. Februar 2002 erhielt die Australian Labor Party (ALP) aufgrund des Wahlsystems 36,7 Prozent der Stimmen und 23 Sitze, die Liberal Party 39,7 Prozent und 20 der 47 Sitze in der Legislativversammlung. Die vier restlichen Sitze gingen neben Lewis an die beiden Parteilosen Bob Such und Rory McEwen sowie an Karlene Maywald von der National Party of Australia. Während Such, McEwen und Maywald eine Fortsetzung der liberalen Regierung favorisierten, unterstützte Lewis die Bildung einer Regierung der Labor Party. Da Labor damit über 24 Sitze und folglich eine knappe absolute Mehrheit verfügte, wurde der Vorsitzende der Labor Party und bisherige Oppositionsführer Mike Rann am 5. März 2002 neuer Premier, während Premier Rob Kerin daraufhin am 6. März 2002 Oppositionsführer wurde.
Bei der konstituierenden Sitzung der Legislativversammlung für die 50. Legislaturperiode wurde Peter Lewis am 5. März 2002 als Speaker zum Sprecher des House of Assembly gewählt und damit zum Nachfolger von John Oswald von der Liberal Party. Als Sprecher war er zwischen dem 7. Mai 2002 und dem 4. April 2005 erneut auch wieder Mitglied des Geschäftsordnungsausschusses. Am 4. April 2005 trat er als Sprecher der Legislativversammlung zurück, nachdem es einen Aufschrei wegen Drohungen gegeben hatte, einen Abgeordneten zu benennen, der angeblich in sexuellen Kindesmissbrauch verwickelt war, und vermied dadurch ein mögliches Misstrauensvotum gegen ihn. Das Amt des Sprechers übernahm daraufhin der bisherige stellvertretende Sprecher und Vorsitzende der Ausschüsse der Legislativversammlung (Deputy Speaker and Chairman of Committees), Bob Such. Am 14. Juli 2005 wurde ihm aufgrund einer mindestens dreijährigen Amtszeit als Sprecher der Legislativversammlung der Höflichkeitstitel The Honourable verliehen.

## Hintergrundliteratur
- Parliament of South Australia: Statistical Record of the Legislature 1836–2007 (Memento vom 11. März 2019 im Internet Archive)
- Robert Martin: Responsible Government in South Australia, Band 2, Wakefield Press, 2009, ISBN 978-1-86254-844-2 (Onlineversion (Auszug))

## Weblink
- Hon Peter Lewis. In: Parlament von South Australia. Abgerufen am 1. April 2024 (englisch).